# ハンヌ・ラヤニエミ
ハンヌ・ラヤニエミ (Hannu Rajaniemi,1978年3月9日 – )は、フィンランド人のSF作家、ファンタジー作家。英語とフィンランド語の両方で執筆活動を行う。スコットランドエディンバラ在住。広告研究団体であるThinkTank Mathsの設立者。

## 来歴
フィンランドのユリビエスカ出身。オウル大学で数学の学士号(理学)、ケンブリッジ大学でCertificate of Advanced Study in Mathematics、エディンバラ大学で数理物理学の博士号(Ph.D.)を取得。Ph.D.の取得以前に兵役によりフィンランド国防軍で研究員として従軍経験を持つ。
博士論文の執筆中に, エディンバラの作家グループであるWriters' Bloc, (話し言葉の言語運用の体系化を研究する団体であり、SF作家のチャールズ・ストロスをメンバーに数える。)に参加する。 
2003年に処女作『Shibuya no Love』を発表し、2005年にはのSFとファンタジーのアンソロジーである『Nova Scotia』に『Deus Ex Homine』を掲載し、彼の現在の著作権代理人である John Jarroldの目に留まる。
2008年の10月、ラヤニエミはGollanczが未完成の作品の最初の24ページしか読まずにJohn Jarroldと3作品の出版契約を締結したことにより注目を集める。
デビュー作の『量子怪盗』はGollanczによりイギリスで2010年9月に、Tor Booksによりアメリカで2011年5月に出版され2011年度ローカス賞 第一長篇部門にノミネートされる。 続編の『複成王子』はイギリスで2012年9月に出版され、10月にアメリカで出版された。 シリーズ三作目の『The Causal Angel』は2014年7月にイギリス、アメリカにて出版された。

## 受賞
- 2012 Tähtivaeltaja Award 優勝 『量子怪盗』[12]
- 2011 Science Fiction & Fantasy Translation Awards 短編小説部門優勝 Elegy for a Young Elk.[13]
- 2011 ローカス賞 第一長篇部門 ノミネート 『量子怪盗』[9]
- 2011 ジョン・W・キャンベル記念賞 『量子怪盗』[14]
- 2013 ジョン・W・キャンベル記念賞 ノミネート 『複製王子』[15]

## 著作

### 短編小説
部分的なリスト
- "Shibuya no Love"
  - futurismic.com 掲載, 2005
- "Deus Ex Homin"
  - Nova Scotia:New Scottish Speculative Fiction 掲載, 2005, ISBN 978-1-84183-086-5
  - The Year's Best Science Fiction 23, 2006, Gardner Dozois 編集, ISBN 0-312-35334-0
  - Year's Best SF 11, 2006, David Hartwell and Kathryn Cramer 編集, ISBN 0-06-087341-8
- 懐かしき主人の声 (原題:His Master's Voice)
  - Interzone 218 掲載, October 2008
  - 日本語訳版 S-Fマガジン2011年12月号掲載
- "Elegy for a Young Elk"
  - Subterranean, Spring 2010掲載
- 奉仕者(サーバー)と龍(ドラゴン) (原題:The Server and the Dragon)
  - Engineering Infinity 掲載, Jonathan Strahan 編集 ,2010年10月[16][17][18]
  - 日本語訳版 S-Fマガジン2012年12月号掲載 酒井昭伸訳

### コレクター版
- Words of Birth and Death (2006, Bloc Press), 限定版小冊子として[19]
  - The Viper Blanke
  - Barley Child
  - Fisher of Men
- Hannu Rajaniemi:Collected Fiction (2015)[20] ISBN 978-1-61696-192-3

### 長編小説
- Summerland (2018, ISBN 978-1473203273)

#### ジャン・ル・フランブールシリーズ
- The Quantum Thief (2010, ISBN 978-0-575-08888-7) 
  - 日本語訳版 『量子怪盗』 早川書房 <新☆ハヤカワ・SF・シリーズ> 2012年 <ハヤカワ文庫SF> 2014年
- The Fractal Prince (2012, ISBN 978-0-575-08891-7)
  - 日本語訳版 『複成王子』 早川書房 <新☆ハヤカワ・SF・シリーズ> 2015年
- The Causal Angel (2014, ISBN 978-0-575-08896-2)[21]